# Laotisch-portugiesische Beziehungen
Die laotisch-portugiesischen Beziehungen beschreiben das zwischenstaatliche Verhältnis von Laos und Portugal. Die Länder unterhalten seit dem 1. Juni 1995 direkte diplomatische Beziehungen.
Die bilateralen Beziehungen sind schwach ausgeprägt, da es bisher nur wenig Berührungspunkte zwischen den beiden Ländern gab.

## Geschichte

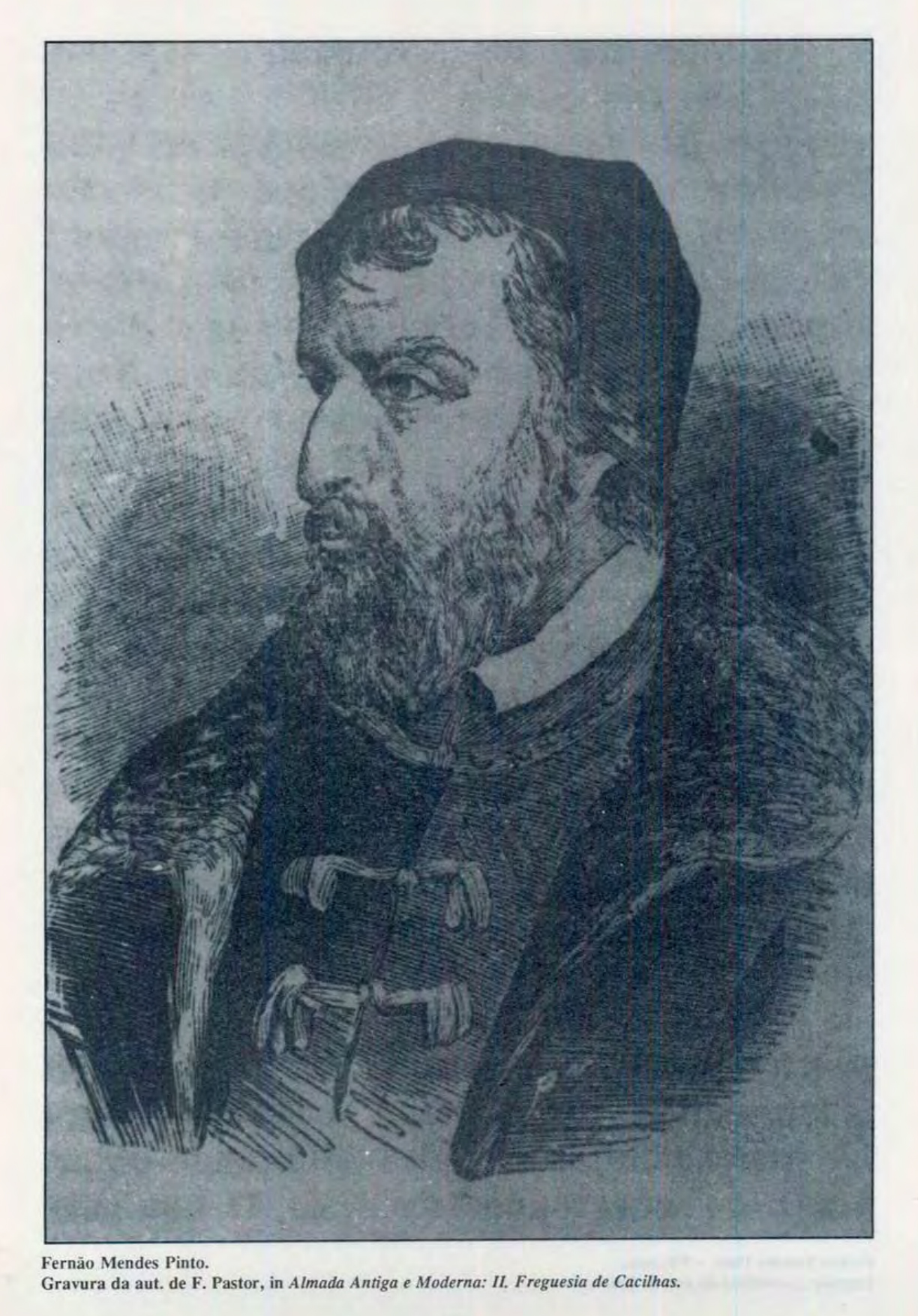
Fernão Mendes Pinto war vermutlich der erste Portugiese im heutigen Laos

Es existieren keine sichtbaren historischen Spuren portugiesischer Anwesenheit in Laos. Vermutlich besuchte Fernão Mendes Pinto Mitte des 16. Jahrhunderts Luang Prabang bei einem seiner Aufenthalte in Thailand.
Der Landesname Laos geht auf portugiesische Händler im Dienste der Könige von Thailand zurück. Sie nutzten den Plural der Bezeichnung für die Lao-Völker um so das Gebiet des heutigen Laos zu benennen, in dem eine Vielzahl Reiche und Stämme der Lao lebten.
Am 13. März 1957 erkannte Portugal die Unabhängigkeit des Königreichs Laos an.
Der portugiesische Reisejournalist Gonçalo Cadilhe bereiste Laos mehrmals und schrieb darüber, sowohl in seinen Büchern als auch in Zeitschriften.

## Diplomatie
Am 29. November 1995 akkreditierte sich Gabriel Mesquita de Brito, Botschafter Portugals in Bangkok, als erster Botschafter Portugals in der laotischen Hauptstadt Vientiane. Portugal ist weiterhin mit keiner eigenen Botschaft in Laos präsent, sondern über seine Vertretung in Thailand dort doppelakkreditiert (Stand Januar 2017).
Auch Laos unterhält keine eigene diplomatische Vertretung in Portugal, sondern ist dort über seine Botschaft in der französischen Hauptstadt Paris akkreditiert.
Gegenseitige Konsulate sind bisher nicht eingerichtet (Stand 2016).

## Wirtschaft
Im Jahr 2016 exportierte Portugal Waren und Dienstleistungen im Wert von 309.000 Euro nach Laos (2015: 6.000; 2014: 3.000; 2013: 0; 2012: 146.000; 2011: 1.000), davon 91,4 % Textilien, 8,6 % Maschinen und Geräte und 0,1 % Optik- und Präzisionsinstrumente.
Im gleichen Zeitraum lieferte Laos Waren und Dienstleistungen im Wert von 2,14 Mio. Euro an Portugal (2015: 2,44 Mio.; 2014: 10,64 Mio.; 2013: 1,95 Mio.; 2012: 2,30 Mio.; 2011: 2,04 Mio.), davon 49,8 % Landwirtschaftliche Erzeugnisse, 48,3 % Bekleidung und 1,7 % Schuhe.
Damit steht Laos für den portugiesischen Außenhandel an 182. Stelle als Abnehmer und an 121. Stelle als Lieferant. Im laotischen Außenhandel belegt Portugal den 29. Platz unter den Abnehmern und den 58. Platz unter den Lieferanten.